# Congresos de Núremberg

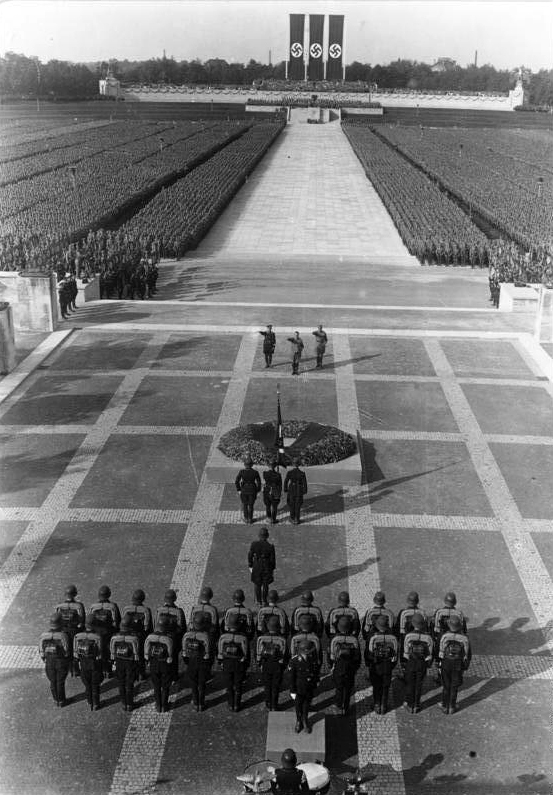
Un momento del Congreso de Núremberg (Reichsparteitag) en 1934.

Los congresos de Núremberg (en alemán y oficialmente: Reichsparteitag, traducido literalmente como "Día del Partido del Reich") fueron las concentraciones anuales realizadas por miembros del Partido Nacionalsocialista Obrero Alemán (NSDAP), celebrados entre 1923 y 1938. Dichas concentraciones daban gran publicidad al régimen de la Alemania nazi, logrando reunir alrededor de 500.000 miembros del partido nazi en todo el periodo en que se celebraron dichos mítines.
Los espectáculos de una semana de duración siempre tuvieron lugar en septiembre. En el centro de atención estuvieron los discursos de Adolf Hitler y los desfiles de todas las organizaciones importantes del estado nacional-socialista en el Reichsparteitagsgelände (terreno de los congresos nacionales del Reich) y en el casco antiguo de Núremberg.

## Historia de los congresos
Las primeras concentraciones organizadas por el NSDAP se efectuaron en 1923 en Múnich y en 1926 en Weimar. Desde 1927 en adelante, Núremberg fue el punto principal de reunión. Una de las razones por las que se seleccionó dicho lugar se debía a que se hallaba en el centro del "Reich". En Núremberg, los congresos tenían lugar en el llamado Campo Zeppelín.
Inicialmente, hubo razones políticas y prácticas para elegirlo como sede de los mítines del partido nazi en 1927 y 1929: los nacionalsocialistas tenían una base sólida en Núremberg y Franconia Central desde el principio, y también fueron apoyados por el director de la policía estatal. El pasado de Núremberg como ciudad imperial y como ciudad de las dietas imperiales medievales podría reinterpretarse fácilmente en términos de la idea nacionalsocialista de un imperio. En marzo de 1933, en un evento pomposamente organizado en Potsdam, el símbolo del estado prusiano, Hitler trató de dar la impresión de estar en la tradición de la antigua Prusia. En Núremberg, el régimen nazi se presenta bajo el lema "De la ciudad del Reichstag a la ciudad de los mítines del partido nazi". Con esto, los nacionalsocialistas pretenden completar la historia alemana. Núremberg, como ciudad industrial y de clase trabajadora, es ignorada casi por completo por ellos.
Después de la toma del poder por los nazis, en enero de 1933, los congresos pasaron a celebrarse durante la primera mitad del mes de septiembre bajo el lema Reichsparteitage des deutschen Volkes ("Día nacional del partido del Reich del pueblo alemán"), lo cual daba a entender la solidaridad del pueblo de acuerdo a la ideología nazi. 
Cada congreso realizado por los nazis entre 1933 y 1938 tenía un lema, el cual se relacionaba con eventos políticos de la época:
- 1933 "Congreso de la victoria" (Reichsparteitag des Sieges) en referencia a la victoria del pueblo alemán ante el fracaso de la República de Weimar.
- 1934 Inicialmente no tenía ningún lema, pero luego se le llamó "Congreso de la unidad y la fortaleza" (Reichsparteitag der Einheit und Stärke), "Congreso del poder" (Reichsparteitag der Macht) o "Congreso de la voluntad" (Reichsparteitag des Willens).
- 1935 "Congreso de la libertad" (Reichsparteitag der Freiheit). El término "libertad" hace referencia al rearme de Alemania logrando la llamada "liberación" del Tratado de Versalles.
- 1936 "Congreso del Honor" (Reichsparteitag der Ehre). La ocupación nazi de la desmilitarizada región de Renania, ante los ojos de Hitler, constituye la restauración del honor alemán.
- 1937 "Congreso del trabajo" (Reichsparteitag der Arbeit), por la drástica reducción del desempleo desde el ascenso de Hitler al poder.
- 1938 "Congreso de la Gran Alemania" (Reichsparteitag Großdeutschland), debido a la anexión de Austria al Tercer Reich, suceso conocido como Anschluss.
- 1939 Este congreso tenía previsto el lema "Congreso de la paz" (Reichsparteitag des Friedens), pero se canceló a causa de la negativa de Polonia ante la idea de alcanzar una solución pacífica a la Crisis de Danzig,[4] lo que dio comienzo a la Segunda Guerra Mundial.